# 陳勗 (萬曆癸未進士)
陳勗（？—？），字典伯，號霽野，山東青州府莒州人，民籍，明朝政治人物。

## 生平
萬曆元年（1573年）癸酉科山東鄉試第一名，萬曆十一年（1583年）登三甲第二百三十四名進士。都察院觀政，十二年授山西襄陵知县，十三年充本省鄉試同考官，十七年行取，授廣東道御史，十八年告病，二十年補河南道监察御史，本年巡视京通二仓，二十一年升河南佥事，二十六年補江西佥事，二十八年升参议，二十九年升本省右参议，三十一年降用，三十二年考察，降职。

## 家族
曾祖陳琨，曾任壽官；祖父陳真；父陳良輔，曾任知縣。母段氏。

## 紀念
莒州城曾為陳勗建有「解元坊」。現已復建。